# Gallia Belgica

Gallia Belgica roku 125

Gallia Belgica („Belgická Galie“) byla provincie Římské říše nacházející se na území dnešní severní Francie, Belgie, Lucemburska, Nizozemska a Německa. Oblast byla Římem dobyta v roce 50 př. n. l., díky tažení Julia Caesara v rámci jeho galských válek. Oficiální římskou provincii z něho však vytvořil až císař Augustus v roce 22 př. n. l. Hlavním městem bylo Durocortorum, čili dnešní Remeš. Provincie byla pojmenována po Belzích, největší kmenové konfederaci v oblasti, ale žili v ní i jiné kmeny: Treveři, Sekvanové, Helvéciové a další. Jižní hranici provincie, tvořenou řekami Marnou a Seinou, označil Caesar za kulturní hranici mezi Belgy a Galy, které od sebe odlišoval. Provincie byla několikrát reorganizována, nejprve se zvětšila a později zmenšila. Diocletianus okolo roku 300 převedl severovýchodní Civitas Tungrorum (dnešní Belgie a jižní Nizozemsko) do provincie Germania Inferior. Zbývající území Gallia Belgica bylo rozděleno na dvě nové provincie, Belgica Prima na východě (kolem Lucemburska a Arden) a Belgica Secunda mezi Lamanšským průlivem a horní Mázou. Hlavní město Belgica Prima, Trevír, se stalo důležitým městem pozdní římské éry. Území bylo dobyto Gerrmány po roce 406.